# La Chapelle-Bertin
La Chapelle-Bertin is een gemeente in het Franse departement Haute-Loire (regio Auvergne-Rhône-Alpes) en telt 60 inwoners (2009). De plaats maakt deel uit van het arrondissement Le Puy-en-Velay.

## Geografie
De oppervlakte van La Chapelle-Bertin bedraagt 11,0 km², de bevolkingsdichtheid is dus 5,5 inwoners per km².
De onderstaande kaart toont de ligging van La Chapelle-Bertin met de belangrijkste infrastructuur en aangrenzende gemeenten.

## Demografie
Onderstaande figuur toont het verloop van het inwonertal (bron: INSEE-tellingen).